# آفي
آفي (بالإنجليزية: Avi)‏‏ (23 ديسمبر 1937 في نيويورك - ) كاتب، وروائي، وكاتب للأطفال من الولايات المتحدة.

## الجوائز
- جائزة نيوبري